# Гютерсло 2000
Футбольний клуб Гюстерсло 2000 е. В. (нім. Fußball-Club Gütersloh 2000 e.V.) — німецький футбольний клуб з міста Гютерсло, Північний Рейн-Вестфалія.

## Історія
У сезонах 1996/97—1998/99 років «Гютерсло» виступав у Другій Бундеслізі. Найкращим результатом в історії команди є 5-те місце в Бундеслізі 2 в сезоні 1997/98 років.
З 2012 року виступає в п'ятому дивізіоні чемпіонату Німеччини, Оберлізі «Вестфалія».
У 1997—1998 роках кольори цього клубу захищав український футболіст Руслан Романчук.

## Досягнення
- Регіональна Ліга «Захід-Південний Захід»
  -  Чемпіон (1): 1996

- Оберліга «Вестфалія»
  -  Чемпіон (2): 1984, 1995

- Вестфаленліга — Група 1
  -  Чемпіон (1): 1991